# Баллантайн, Джеймс
Джеймс Баллантайн (англ. James R. Ballantyne) — шотландский ориенталист, автор пособий по изучению санскрита, хинди, хиндустани и маратхи, переводчик.

## Биография
Джеймс Баллантайн родился 13 декабря 1813 года в городе Келсо графства Роксбург в Шотландии. Баллантайн много лет посвятил изучению восточных языков в Гелейберколледже, и по возвращении оттуда назначен преподавателем восточных языков в Naval & Military Academy. Позднее он отправился в Ост-Индию, где с 1841 года занимал место директора коллегии в Варанаси, а с 1856 читал там же нравственную философию. В 1861 году Баллантайн вернулся в Европу и был назначен библиотекарем в «East-India Office», где проработал 3 года до своей смерти 16 февраля 1864 года.

## Научная деятельность
Первые сочинения Баллантайна представляли собой большей частью пособия к изучению санскрита и новейших индийских языков. Некоторые свои работы Баллантайн издал ещё в Индии, как например санскритскую грамматику «Laghu-Kaumudī» с переводом и комментариями, первую часть «Mahâbhâshya», то есть толкования Патандисали на грамматику Панини, и начало перевода «Sâhityadarpana». Но более ценными его работами считаются переводы важнейших произведений школ ньяя и санкхья и философских трактатов ведантской и других индийских философских школ. Кроме того в своих работах «Synopsis of science, in Sanskrit and English» и «Christianity contrasted with Hindu philosophy» Баллантайн пытался установить связь между индийской и европейской наукой.

## Работы
- Grammar of Hindostanee language, Лондон 1838; 2 издание 1842
- Grammar of the Mahratta language, Эдинбург 1839
- Hindustani Grammar and Exercises, 1838
- Mahratta Grammar, 1839
- Elements of Hindu and Braj-Bhaka Grammar, Лондон 1839; 2 издание 1862
- Hindustani Selections, 1840
- Pocket Guide to Hindustani Conversation, 4 издание 1841
- Persian Calligraphy, 2 издание 1842
- Practical Oriental Interpreter, 1843
- Catechism of Sanskrit Grammar, Лондон 1845; 2 издание 1868
- Christianity Contrasted with Indian Philosophy, Бенарес, 1859
- First Lessons in Sanskrit Grammar, 3 издание 1862
- Laghu-Kaumudī, Мирзапур 1849—52; 2 издание Бенарес, 1867
- Synopsis of science, in Sanskrit and English, Бенарес 1856